# Shooting an Elephant
Shooting an Elephant (en anglés en l'original; català: Matar un elefant) és un assaig de George Orwell, publicat en la revista literària New Writing a la fi de l'any 1936 i retransmés per l'emissora de ràdio BBC Home Service el 12 d'octubre del 1948.
Tot i que l'autor passà gran part de la seua vida a Myanmar exercint un càrrec semblant al del narrador, no és clar fins a quin punt el seu relat és autobiogràfic. Després de la seua mort el 1950, l'assaig es tornà a publicar en moltes ocasions: Shooting an Elephant and Other Essays, 1950, Inside the Whale and Other Essays, 1957) o  Selected Writings, 1958.

## Argument
El narrador protagonista és un oficial de policia de Moulmein durant un període d'intens sentiment antieuropeu. Tot i simpatitzar amb els autòctons, el seu càrrec com a autoritat oficial el converteix en un símbol de l'opressió britànica, i per això es troba sotmés a constants assetjaments i burles per part dels habitants de l'indret.
Després de rebre una telefonada en què l'informen sobre l'atac d'un elefant, el protagonista, armat amb un rifle Winchester del 44 i muntat en un poni, es dirigeix cap a on havia estat vist l'animal. En entrar en una de les zones més pobres, hi escolta versions contradictòries i es proposa abandonar el llogaret, pensant que es podria tractar d'una broma. Llavors, el protagonista veu una dona espantant uns xiquets que contemplen el cos d'un hindú que havia estat aixafat; aleshores, ordena que li porten un rifle de caça i, seguit per una gran multitud, es dirigeix cap a un arrossar on s'havia detingut l'elefant.
Tot i que no vol pas matar l'animal ara que sembla estar tranquil, se sent pressionat per la multitud. Després d'indagar sobre el capteniment de l'animal en un intent de retardar l'acció, li dispara i el fereix, però sense matar-lo. Després, s'allunya de l'elefant, incapaç de continuar veient-lo patir i, més tard, descobreix que havia estat espellat fins als ossos en qüestió d'hores. Mentre que els seus companys més veterans coincideixen que matar-lo era la millor decisió, els joves opinen que la vida de l'animal era més valuosa que la de l'hindú mort; aleshores, es pregunta si alguna vegada entendran que només ho va fer per a evitar «quedar com un idiota».

## Context
La Gran Bretanya tardà 62 anys (1823-1886) a conquerir Birmània (actual Myanmar), període en què hi hagué tres guerres anglobirmanes. Després, la van incorporar a l'Imperi indi i fou colonitzada com a província de l'Índia fins al 1937, en què esdevingué una colònia autònoma fins a aconseguir la independència el 4 de gener del 1948. Orwell, nascut en el si d'una família de classe mitjana a l'Índia i criat a la Gran Bretanya, amb gran interés per la vida de la classe obrera, ocupà el lloc de comissari adjunt en la Policia Imperial Índia, entre el 1922 i el 1927.
"Moulmein solia estar ple d'elefants... que les companyies fusteres utilitzaven per a arrossegar troncs. Els elefants corrents domesticats han format part de la vida de Birmània durant segles... l'estrany i venerat elefant blanc és, d'acord amb una llegenda budista, símbol de puresa i poder". Quan se n'anà a viure a Moulmein, el 1926, George Orwell "devia tenir sentiments contradictoris respecte a l'estat colonial del qual formava part. La idea romàntica del domini britànic de l'Índia que s'havia format llegint Kipling s'havia anat desgastant pel contacte diari amb la realitat d'un treball en què... era testimoni permanent de la "faena bruta de l'imperi vista de prop"".  En els seus escrits explica com se sentia atrapat entre el seu ressentiment cap a l'imperi i el ressentiment dels birmans cap a ell. Com a representant del poder, no té més remei que fer el que els “nadius” esperen d'ell: "Es posa una màscara i la cara se li hi acaba acomodant."

## Temes

### Imperialisme
Per a George Orwell, l'imperialisme destrueix tant el conqueridor com el conquistat, i expressa el seu descontentament amb la Gran Bretanya colonial: «M'he fet a la idea que l'imperialisme és pervers… Feia costat cegament al poble birmà i estava en contra dels seus opressors, els britànics». El protagonista s'adona que el conqueridor no hi té el control, sinó que és més aviat la voluntat del poble qui condueix les seues accions. Com a dirigent, comprén que és el seu deure paréixer decidit, perquè les seues paraules siguen inqüestionables. {{Citació|Em vaig adonar en aquell moment que quan l'humà blanc esdevé tirà, el que destrueix és la seua llibertat. Esdevé una mena de titella fals i buit, com la figura estereotipada d'un "sahib". N'és condició indispensable del mandat passar-se la vida tractant d'impressionar els nadius, i per això en cada crisi ha de fer el que ells n'esperen. S'amaga darrere una màscara fingint ser algú que en realitat no és. Havia de matar l'elefant tal com m'havia compromés a fer quan vaig demanar que em duguessen el rifle. Un "sahib" ha d'actuar como a tal: ha de semblar decidit, conéixer-se a si mateix i prendre decisions. Haver recorregut tot aqueix camí, rifle en mà, amb dues mil persones darrere meu, i després allunyar-me'n sense més, sense haver fet res… no, açò no era possible. La multitud se me'n riuria, i tota la meua vida, como la vida de qualsevol blanc a Orient, era una llarga lluita per a evitar-ho. Malgrat que matar l'elefant no és pas el que el protagonista vol fer, i tot i que té una arma que va molt més allà de les capacitats tecnològiques dels nadius, comprén que ha de matar-lo a causa de les expectatives que havia generat: "només era un absurd titella manipulat una vegada i una altra per la voluntat d'aquells rostres grocs que tenia darrere». Després de donar-hi moltes voltes, el protagonista és conscient que estar obligat a imposar estrictes lleis i a matar l'elefant (manifesta els seus sentiments en contra, però acaba cedint), il·lustra un problema inherent a l'hegemonia: "quan l'humà blanc esdevé tirà el que destrueix és la seua pròpia llibertat". En imposar les lleis britàniques, està renunciant a la seua llibertat alhora que oprimeix als birmans.

### Conqueridor i conquistat
El paper del protagonista al llarg de l'assaig és poc rellevant. Explica com, malgrat pertànyer a la classe dominant, se sent ignorat o odiat per la majoria del poble birmà. En el primer paràgraf diu: «molta gent em menyspreava, l'única vegada en ma vida en què he estat prou important com perquè açò em passàs.» Llavors, els vilatans el trobaven digne de ser vist sols pel desig que matàs l'animal. Descriu com, en ser policia, era sovint objecte de riota dels veïns, igual que qualsevol europeu a qui considerassen un blanc fàcil.
En contrast amb la descripció dels nadius com "petites bèsties", el protagonista qualifica l'elefant com una "gran bèstia", i hi insinua que li té més estima que no pas a ells. Açò, però, és en certa manera paradoxal, perquè el mateix treball del protagonista és degradant i l'obliga a veure "de prop la tasca bruta de l'imperi". Afirma que els "sacerdots budistes", sinònim de pau i bona voluntat, són els "pitjors de tots" i declara que "amb gust travessaria amb una baioneta les entranyes d'algun d'ells". Malgrat el seu aparent desgrat, traeix les seues arrels angleses en assegurar que està "totalment a favor del poble birmà i en contra dels seus opressors".
Després de matar l'elefant, el protagonista reflexiona sobre l'alleujament que sent en saber que l'animal havia matat el "culí", ja que això li donava un absolut suport legal. Acaba l'assaig preguntant-se si els nadius entendran els motius pels quals matà l'elefant, que no eren sinó per preservar el seu orgull.

### Consciència
La consciència del protagonista el turmenta en veure's enmig de l'"odi de l'imperi al qual servia" i la seua "ràbia cap a les bèsties malignes que tractaven de fer [el seu] treball impossible". Diu que "feia costat cegament al poble birmà i estava totalment en contra dels opressors, els britànics", i continua dient que "sentiments com aquests són conseqüència de l'imperialisme. Pregunte-ho a qualsevol oficial angloindi, si és que el troba fora de servei". Aquesta situació crea en els imperialistes un sentiment d'empatia cap als nadius, però pel fet que aquests tracten malament els conqueridors, aquest sentiment va desapareixent i tornen a oprimir-los.

## Adaptació cinematogràfica
El 2015, Matar un elefant fou adaptada al cinema per a un curt dirigit per Juan Pablo Rothie i amb el guió del nominat a l'Oscar Alec Sokolow. La pel·lícula es rodà a Nepal i la va protagonitzar Barry Sloane en el paper d'Eric Blair.

## Realitat o ficció?
S'enraona fins a quin punt aquesta història és ficció. En la biografia sobre l'autor, George Orwell: A Life, Bernard Crick dubta que Orwell arribàs a disparar a l'elefant. No s'han trobat pas testimoniatges sobre els actes d'Orwell i no hi ha pas cap informe oficial d'aquest incident, la qual cosa és poc usual tenint en compte la destrucció d'un bé valuós.
L'editor de les obres completes (Complete Works) de l'autor, Peter Davison, hi inclou una entrevista amb George Stuart, un coetani de l'escriptor a Birmània, que afirmava que Orwell havia estat traslladat a Katha com a càstig per haver matat un elefant: "Un elefant es considerava un recurs valuós per a qualsevol empresa fustera… i Orwell hauria estat severament amonestat per tal sacrifici innecessari. Poc després del succés fou traslladat de Moulmein a un llogaret tranquil de l'Alta Birmània anomenat Katha».  :224–225  Davison incorpora en les obres completes un article del 22 de març del 1926 de The Rangoon Gazette en què descriu com el major E. C. Kenny va disparar a un elefant en circumstàncies semblants. Quan un biògraf li preguntà a la seua esposa, Sonia Brownell, sobre aquest fet, ella hi digué: "Per descomptat que disparà a un puto elefant. Va assegurar haver-ho fet. Per què sempre dubteu de la seua paraula?": :225 